# Zabaweczki
Zabaweczki – amerykańska komedia fantasy z 1992 roku.

## Główne role
- Robin Williams jako Leslie Zevo
- Michael Gambon jako Leland Zevo
- Joan Cusack jako Alsatia Zevo
- Robin Wright Penn jako Gwen Tyler
- LL Cool J jako kapitan Patrick Zevo
- Donald O’Connor - Kenneth Zevo
- Arthur Malet jako Owen Owens
- Jack Warden jako generał Zevo
- Debi Mazar jako siostra Debbie
- Stephen Park jako naukowiec
- Jamie Foxx jako Bakeri

i inni.

## Fabuła
Leslie Zevo i jego siostra Alsatia to para dziwaków. Ich ojciec stworzył imperium zabawek, uważa, że jego dzieci nie są na tyle odpowiedzialne, by pokierować jego interesem. Dlatego do tego celu wyznacza swojego brata Lelanda. Ten zamierza produkować gry wojenne i miniaturowe bronie, które można będzie wykorzystać w prawdziwej wojnie. Leslie nie zamierza do tego dopuścić.

## Nagrody i nominacje
Oscary za rok 1992
- Najlepsza scenografia i dekoracje wnętrz – Ferdinando Scarfiotti, Linda DeScenna (nominacja)
- Najlepsze kostiumy – Albert Wolsky (nominacja)

Nagrody Saturn 1992
- Najlepszy film fantasy (nominacja)
- Najlepsza muzyka – Hans Zimmer, Trevor Horn (nominacja)
- Najlepszy aktor – Robin Williams (nominacja)
- Najlepszy aktor – Michael Gambon (nominacja)
- Najlepsza aktorka drugoplanowa – Robin Wright (nominacja)

Złota Malina 1992
- Najgorsza reżyseria – Barry Levinson (nominacja)

MFF w Berlinie 1993
- Złoty Niedźwiedź (nominacja)